# Ploské (Banská Bystrica)
|  | No s'ha de confondre amb Ploské (Košice). |

Ploské és un poble i municipi d'Eslovàquia que es troba a la regió de Banská Bystrica.

## Història
La primera menció escrita de la vila es remunta al 1413.

## Demografia
| Godina             | 1994 | 2004    | 2014    | 2024   |
| ------------------ | ---- | ------- | ------- | ------ |
| Nombre de persones | 96   | 83      | 72      | 75     |
| Diferència         |      | −13,54% | −13,25% | +4,16% |

| Godina             | 2023 | 2024   |
| ------------------ | ---- | ------ |
| Nombre de persones | 73   | 75     |
| Diferència         |      | +2,73% |